# 彭湾乡
彭湾乡，是中华人民共和国江西省鹰潭市贵溪市下辖的一个乡镇级行政单位。

## 行政区划
彭湾乡下辖以下地区：
彭湾村、星明村、白庙村、小岭村和溪源村。